# Sphecosoma trinitatis
Sphecosoma trinitatis là một loài bướm đêm thuộc phân họ Arctiinae, họ Erebidae.